# 시간 역전 대칭
물리학에서 시간 역전 대칭(時間逆轉對稱, time-reversal symmetry) 또는 T-대칭(T-symmetry)이란 시간을 거꾸로 흐르게 하는 변환에 대한 물리 법칙의 대칭성이다. 물리적으로는 계의 운동을 반전 시키는 것으로 이해할 수 있다. 자연계의 기본 상호작용 가운데, 중력과 전자기력, 강력은 시간역전 대칭성을 보존하지만, 약력은 그렇지 않다. 다만 강력의 경우 이론적으로 미세한 양의 시간역전 대칭성 위반이 존재할 것이라고 생각된다 (CP 위반). 여러 물리학적 계는 미시적으로 시간역전 대칭성을 갖추지만, 거시적으로는 계의 시간 역전이 대개 열역학 제2법칙을 위배하므로 거시적으로 관찰하기 어렵다.

## 양자역학에서의 시간 역전 대칭
양자역학에서 시간 역전 대칭은 시간역전 연산자 {\displaystyle T}로 표현한다. 이 연산자는 아래와 같은 특징을 지닌다.
- 반유니타리 연산자다. 즉 {\displaystyle \langle T\psi |T\phi \rangle =\langle \phi |\psi \rangle }이다.
- 페르미온의 경우 대개 {\displaystyle T^{2}=-1}이고, 보손의 경우 대개 {\displaystyle T^{2}=1}이다.

### 시간 역전의 반유니타리 표현
위그너 정리에 따라 양자역학의 대칭은 유니타리 연산자이거나 반유니타리 연산자다. 시간역전 연산자의 경우 유니타리 연산자로 나타내려 하면 문제가 생긴다. 예를 들어, 켓 |α〉 로 표현되는 물리학적 계를 무한소 시간 δt 만큼 시간 변화시키자.
{\displaystyle {\begin{aligned}|\alpha ,t_{0}=0,t=\delta t\rangle &=T(\delta t)|\alpha \rangle \\&=\left(1-{iH \over \hbar }\delta t\right)|\alpha \rangle \end{aligned}}}
만약 계의 운동이 시간역전 대칭성을 가지고 있으면 δt 만큼 시간이 흐르고 계의 시간을 역전시킨 것
{\displaystyle \Theta T(\delta t)|\alpha \rangle =\Theta \left(1-{iH \over \hbar }\delta t\right)|\alpha \rangle }
과 먼저 계의 시간을 역전시키고 -δt 만큼 시간이 흐른 것
{\displaystyle T(-\delta t)\Theta |\alpha \rangle =\left(1-{iH \over \hbar }(-\delta t)\right)\Theta |\alpha \rangle }
은 같다. 이로부터 다음과 같은 관계식을 얻는다.
{\displaystyle H\Theta =-\Theta H\;}
이 때, 에너지 고유켓 |n〉을 위 식에 적용하면
{\displaystyle H\Theta |n\rangle =-\Theta H|n\rangle =(-E_{n})\Theta |n\rangle }
-En의 에너지를 갖는 새로운 고유켓 Θ|n〉 이 있는 것을 알 수 있다. 하지만 자유입자의 경우엔 0부터 ∞ 까지만 에너지 스펙트럼이 분포하므로 위 사실이 성립하지 않는다.이 문제 때문에 시간역전 연산자는 반유니타리 연산자다.

### 크라머르스 정리
대개 페르미온의 경우 {\displaystyle T^{2}=-1}이다. 해밀토니언 {\displaystyle H}가 {\displaystyle T}와 가환한다고 하자. 에너지 고유 상태 {\displaystyle |\psi \rangle }가 주어지면 {\displaystyle T^{\dagger }=T^{-1}=-T}이므로
{\displaystyle \langle \psi |T\psi \rangle =-\langle T\psi |\psi \rangle =0}
이다. 따라서 {\displaystyle |\psi \rangle }와 {\displaystyle T|\psi \rangle }는 서로 다른 상태다. 즉, 이 에너지 준위가 겹치게 된다. 이를 크라머르스 정리(Kramers' theorem)이라고 한다. 이 정리는 헨드릭 안토니 크라머르스가 1930년 최초로 유도하였으며, 유진 위그너가 1932년에 이를 시간 역전 대칭을 통하여 설명하였다.

## 같이 보기
- 시간의 화살
- 인과율
- 맥스웰의 도깨비
- 열역학 제2법칙